# Marco del Memelland
Il marco del Memmelland (tedesco mark) è stata una moneta emessa dalla Camera di Commercio del Territorio di Memel, nel 1922.

## Storia
Nel 1920, in base al Trattato di Versailles la fascia settentrionale della Prussia Orientale, a nord del fiume Memel, costituì un territorio, detto Memelland, amministrato dalla Francia su mandato della Società delle Nazioni.
Il trattato di Versailles non assegnava questo territorio alla Lituania, perché in quel momento non era ancora stato ancora deciso il futuro di quel paese e la sua indipendenza non era riconosciuto dalla comunità internazionale.
L'incertezza sulla collocazione era dovuto al fatto che, tranne la città di Memel, la maggioranza degli abitanti era lituana. Con l'autorizzazione dell'amministrazione francese del Memelland,  nel 1922, la Camera di Commercio di Memel stampò delle banconote provvisorie. Nel 1923, il territorio di Memel passò a far parte della Lituania e il marco fu sostituito dal litas lituano.

## Banconote
| Immagine | Immagine | Valore     | Dimensioni (mm) | Colore di base | Descrizione | Descrizione | Descrizione | Data rilascio    |
| Dritto   | Rovescio | Valore     | Dimensioni (mm) | Colore di base | Dritto      | Rovescio    | Filigrana   | Data rilascio    |
| -------- | -------- | ---------- | --------------- | -------------- | ----------- | ----------- | ----------- | ---------------- |
|          |          | 1/2 marco  | n. d.           | n. d.          | n. d.       | n. d.       | n. d.       | 22 febbraio 1922 |
|          |          | 1 marco    | n. d.           | n. d.          | n. d.       | n. d.       | n. d.       | 22 febbraio 1922 |
|          |          | 2 marchi   | n. d.           | n. d.          | n. d.       | n. d.       | n. d.       | 22 febbraio 1922 |
|          |          | 5 marchi   | n. d.           | n. d.          | n. d.       | n. d.       | n. d.       | 22 febbraio 1922 |
|          |          | 10 marchi  | n. d.           | n. d.          | n. d.       | n. d.       | n. d.       | 22 febbraio 1922 |
|          |          | 20 marchi  | n. d.           | n. d.          | n. d.       | n. d.       | n. d.       | 22 febbraio 1922 |
|          |          | 50 marchi  | n. d.           | n. d.          | n. d.       | n. d.       | n. d.       | 22 febbraio 1922 |
|          |          | 75 marchi  | n. d.           | n. d.          | n. d.       | n. d.       | n. d.       | 22 febbraio 1922 |
|          |          | 100 marchi | n. d.           | n. d.          | n. d.       | n. d.       | n. d.       | 22 febbraio 1922 |